# 真誠少女
真誠少女，是日本純種競賽馬匹。生涯稱霸短途一哩賽事，曾連霸維多利亞一哩賽及獲得短途馬錦標冠軍，亦於香港短途錦標跑獲過第三。

## 出賽前
2009年3月12日出生於北海道浦河町岡本牧場，成長途中被馬主廣崎利洋於牧場熟人、前練馬師伊藤雄二的介紹下購入，馬主名義則以其夫人廣崎玲子登錄。
其後交由栗東訓練中心練馬師藤原英昭訓練。

## 競賽生涯

### 2歲
2011年8月21日出戰札幌競馬場2歲新馬戰，於其中以第六大敗。
其後出戰2歲未勝利戰，成功跑出優秀的末腳奪得首勝利。
其後出戰兩場條件戰及一場公開賽，未能發揮實力之下均於其中落敗。

### 3歲
2012年其主要於條件戰打滾，然而發揮不佳下僅勝出6月17日之3歲以上500萬以下條件戰。
9月1日出戰摩周湖特别獲得第二後，陣營考慮其近來的狀態，決定安排其進入休養。

### 4歲
2013年6月16日於3歲以上500萬獎金以下條件戰，成功跑獲第二的不俗戰績。
其後更於另一場3歲以上500萬獎金以下條件戰、函館體育日本賞、函館日刊體育盃及UHB盃取得四連勝，成功晉級公開組。
8月25日出戰堅蘭盃，雖然爲其首次出戰分級賽，但其仍然取得第一人氣。比賽開始後，其於後方位置逐步追走，並於比賽途中保持穩定的節奏。進入直路後，其隨即加速並超越前方賽駒，可惜最終仍然無法阻止領放的永恒印記，以頸位差距落敗得第二。
12月8日出戰公開賽尾張錦標，成功於其中以輕鬆的姿態奪得冠軍。

### 5歲
2014年2月2日出戰絲路錦標作爲年度首戰，比賽初段選擇於第五的位置展開推進，進入彎道後發力爬升至第二。進入直路後，其隨即加速超越領放的歌劇天后，後續保持速度防止對手反超，最終成功奪得首個分級賽冠軍。

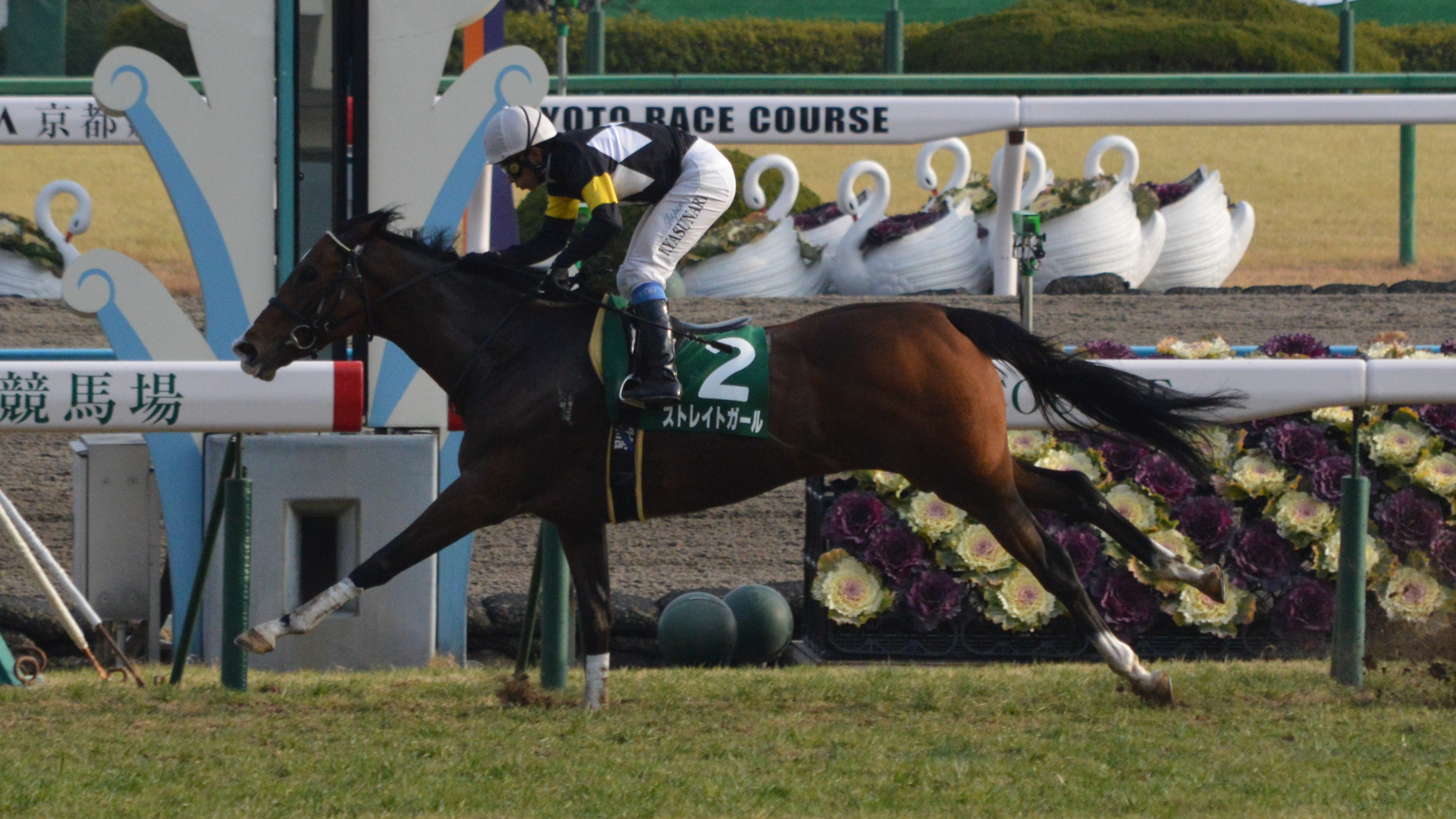
出戰絲路錦標的真誠少女

其後出戰高松宮紀念，但受到大爛地影響未能完全發揮實力，最終敗於李察先生及瑞草祥龍得第三。
5月18日出戰維多利亞一哩賽，雖然比賽途中保持良好的節奏於後方保留體力並於直路成功爆發速度，但仍然於未能超越領放的極峰及率先衝出的名將間風之下以第三完賽。
6月22日出戰函館短途錦標，然而進入直路後受到馬群阻擋一直未能衝出，最終以第十三大敗。
入秋後以短途馬錦標作爲首戰，於直路上和一同衝出的瑞草祥龍展開了一番激烈的爭奪，可惜真誠少女稍遜一籌下被對方率先透出，最終以1/2馬位差距憾負。
其後陣營安排其遠征香港，出戰香港短途錦標，於直路上成功發揮良好表現縮窄和前方賽駒的距離，最終僅負主隊馬友瑩格及幸福指數跑獲一席第三。

### 6歲
2015年以高松宮紀念作爲首戰，因於香港短途錦標由良好戰績而成爲第一人氣。比賽開始後，其選擇於後方位置追走以保留體力，但於直路上再次受到天雨及軟地的影響無法順利加速，最終以第十三大敗。
5月17日出戰維多利亞一哩賽，由於主戰騎師岩田康誠選擇策騎另一匹由其主戰的賽駒新紀錄，因而改由戶崎圭太代打策騎。比賽開始後，其保持於前方約莫第五的位置推進，比賽途中保持節奏未有太大動作。進入直路後，其展現出優秀的反應進行加速，並於最後關頭超越領先的啟愛上品率先衝線，最終以頭位優勢及平紀錄的1分31.9秒時間奪得首個一級賽冠軍，亦成爲爲繼1989年好利時之日本盃後再一匹勝出一級賽的6歲雌馬。
夏季進入放草後，其於9月復出出戰人馬錦標，於其中取得第四的不俗戰績。
其後出戰短途馬錦標，比賽途中面對較慢的步速其選擇於中團位置追走，進入直路後再度發揮優秀的末腳速度衝出，最終成功以3/4馬位優秀壓贏第二的櫻花福音再度奪得一級賽冠軍。

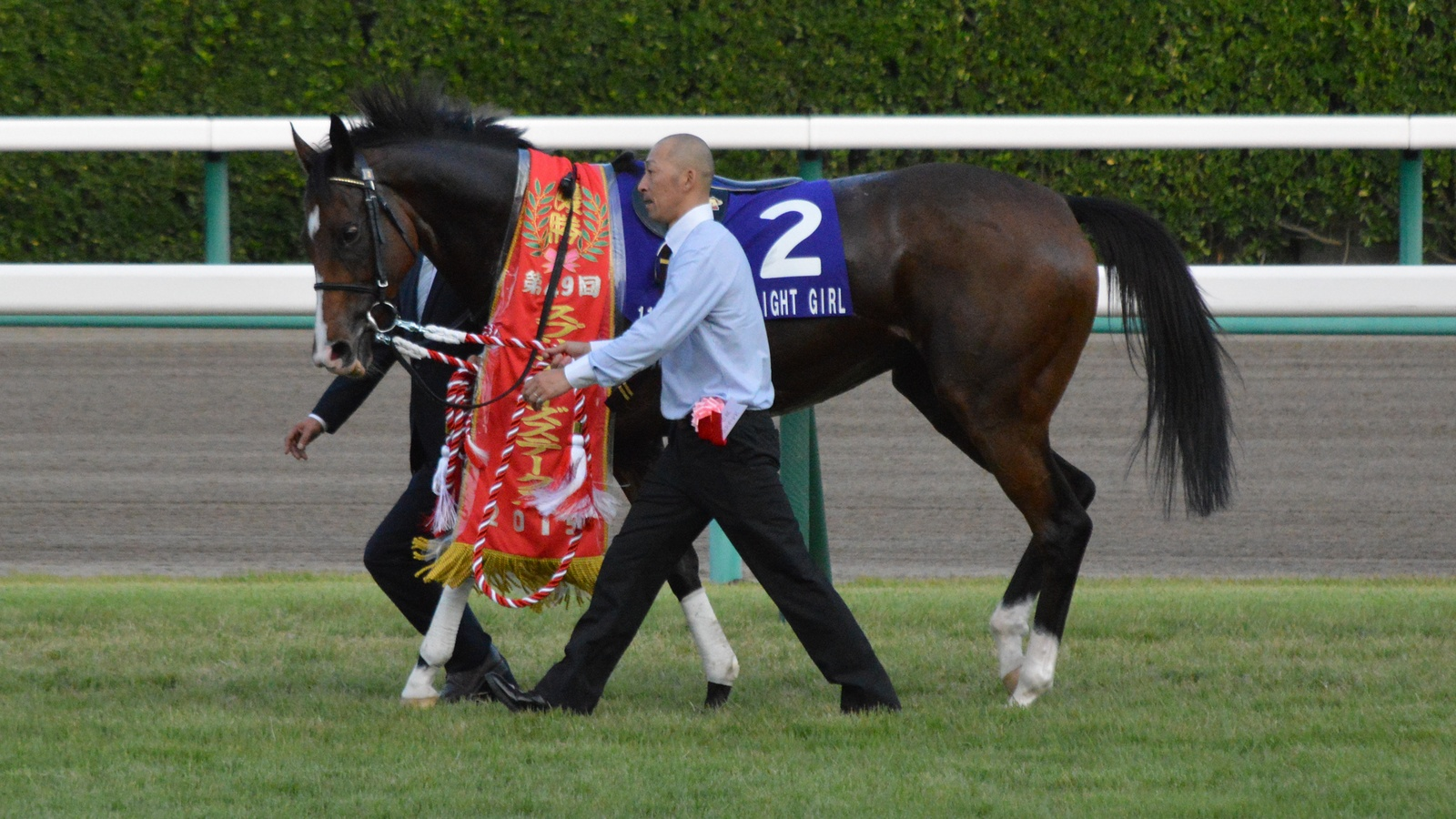
短途馬錦標頒獎儀式

12月再度遠征香港出戰香港短途錦標，但本次發揮不佳之下僅獲得第九。

### 7歲
2016年其以阪神牝馬錦標作爲首戰，然而於直路失速之下以第九完賽。
5月15日出戰維多利亞一哩賽，賽前因爲近期戰績不佳僅獲第七人氣。比賽開始後，其選擇於中團靠後位置追走，並於比賽途中一直置身於後方等待時機。進入直路後，其隨即抽出外檔加速，轟出恐怖的後600米33.4秒末腳之下超越前方賽駒並拉開後方的覓奇妃及湘南魔瓶，以破紀錄的1分31.5秒時間及爆冷的姿態連霸此賽事，更成爲日本賽馬史上首匹贏得一級賽冠軍的7歲雌馬。
其後陣營安排其進入放草，但於夏季時候考慮其年齡，決定安排其退役，並於10月30日在東京競馬場舉行退役儀式。

### 詳細賽績
| 日期       | 舉辦國家/地區 | 馬場 | 距離   | 級別 | 賽事名稱             | 負重 | 騎師     | 馬號 | 出馬 | 名次 | 時間    | 頭馬（二馬）          |
| ---------- | ------------- | ---- | ------ | ---- | -------------------- | ---- | -------- | ---- | ---- | ---- | ------- | --------------------- |
| 21/8/2011  | 日本          | 札幌 | 草1500 |      | 2歲新馬              | 54   | 宮崎北斗 | 5    | 14   | 11   | 1:32.8  | La Scintillante       |
| 27/8/2011  | 日本          | 札幌 | 草1200 |      | 2歲未勝利            | 54   | 宮崎北斗 | 5    | 10   | 1    | 1:10.9  | （Dear Salute）       |
| 17/9/2011  | 日本          | 札幌 | 草1200 |      | 2歲500萬獎金以下     | 54   | 宮崎北斗 | 2    | 16   | 7    | 1:11.4  | 突發風暴              |
| 2/10/2011  | 日本          | 札幌 | 草1200 | OP   | 鈴蘭賞               | 54   | 宮崎北斗 | 16   | 16   | 4    | 1:11.3  | Arafune               |
| 10/12/2011 | 日本          | 阪神 | 草1400 |      | 2歲500萬獎金以下     | 54   | 川田將雅 | 4    | 14   | 7    | 1:23.3  | 忍者之威              |
| 15/1/2012  | 日本          | 京都 | 草1400 | OP   | 紅梅錦標             | 54   | 濱中俊   | 13   | 13   | 8    | 1:23.3  | Sound of Heart        |
| 4/2/2012   | 日本          | 京都 | 草1600 | OP   | 妖精錦標             | 54   | 武幸四郎 | 4    | 11   | 6    | 1:37.3  | Sunshine              |
| 17/6/2012  | 日本          | 函館 | 草1200 |      | 3歲以上500萬獎金以下 | 52   | 岩田康誠 | 2    | 15   | 1    | 1:10.3  | （Nike Trick）        |
| 8/7/2012   | 日本          | 函館 | 草1200 |      | 道新體育盃           | 52   | 三浦皇成 | 12   | 16   | 5    | 1:09.2  | 至尊禮物              |
| 29/7/2012  | 日本          | 札幌 | 草1200 |      | 羊丘特別             | 52   | 三浦皇成 | 8    | 16   | 6    | 1:09.0  | Nishino B Quick       |
| 1/9/2012   | 日本          | 札幌 | 草1500 |      | 摩周湖特別           | 53   | 岩田康誠 | 13   | 14   | 2    | 1:29.4  | Dantsu Mutant         |
| 16/6/2013  | 日本          | 函館 | 草1200 |      | 3歲以上500萬獎金以下 | 55   | 岩田康誠 | 16   | 16   | 2    | 1:08.1  | Yulefest              |
| 23/6/2013  | 日本          | 函館 | 草1200 |      | 3歲以上500萬獎金以下 | 55   | 田中勝春 | 16   | 16   | 1    | 1:08.4  | （Moere Fleur）       |
| 13/7/2013  | 日本          | 函館 | 草1200 |      | 函館體育日本賞       | 55   | 岩田康誠 | 1    | 9    | 1    | 1:09.3  | （Yulefest）          |
| 20/7/2013  | 日本          | 函館 | 草1200 |      | 函館日刊體育盃       | 55   | 岩田康誠 | 10   | 15   | 1    | 1:08.1  | （At Will）           |
| 11/8/2013  | 日本          | 函館 | 草1200 | OP   | UHB賞                | 54   | 吉田隼人 | 1    | 12   | 1    | 1:10.4  | （Fine Choice）       |
| 25/8/2013  | 日本          | 函館 | 草1200 | GIII | 堅蘭盃               | 54   | 田中勝春 | 11   | 16   | 2    | 1:11.7  | 永恒印記              |
| 8/12/2013  | 日本          | 中京 | 草1200 | OP   | 尾張錦標             | 55   | 吉田隼人 | 15   | 18   | 1    | 1:08.6  | （Mogumogu Pakupaku） |
| 2/2/2014   | 日本          | 京都 | 草1200 | GIII | 絲路錦標             | 55   | 岩田康誠 | 2    | 16   | 1    | 1:07.4  | （歌劇天后）          |
| 30/2/2014  | 日本          | 中京 | 草1200 | GI   | 高松宮紀念           | 55   | 岩田康誠 | 9    | 18   | 3    | 1:12.9  | 李察先生              |
| 18/5/2014  | 日本          | 東京 | 草1600 | GI   | 維多利亞一哩賽       | 55   | 岩田康誠 | 1    | 18   | 3    | 1:32.4  | 極峰                  |
| 22/6/2014  | 日本          | 函館 | 草1200 | GIII | 函館短途錦標         | 56   | 岩田康誠 | 2    | 14   | 11   | 1:09.1  | 禮貌周到              |
| 5/10/2014  | 日本          | 新潟 | 草1200 | GI   | 短途馬錦標           | 55   | 岩田康誠 | 9    | 18   | 2    | 1:08.9  | 瑞草祥龍              |
| 14/12/2014 | 香港          | 沙田 | 草1200 | GI   | 香港短途錦標         | 55.5 | 岩田康誠 | 13   | 14   | 3    | 1.08.75 | 友瑩格                |
| 29/3/2015  | 日本          | 中京 | 草1200 | GI   | 高松宮紀念           | 55   | 岩田康誠 | 18   | 18   | 13   | 1:09.7  | 友瑩格                |
| 17/5/2015  | 日本          | 東京 | 草1600 | GI   | 維多利亞一哩賽       | 55   | 戶崎圭太 | 5    | 18   | 1    | 1:31.9  | （啟愛上品）          |
| 13/9/2015  | 日本          | 阪神 | 草1200 | GII  | 人馬錦標             | 55   | 戶崎圭太 | 12   | 16   | 4    | 1:07.8  | 實搏活蹄              |
| 4/10/2015  | 日本          | 中山 | 草1200 | GI   | 短途馬錦標           | 55   | 戶崎圭太 | 2    | 15   | 1    | 1:08.1  | （櫻花福音）          |
| 13/12/2015 | 香港          | 沙田 | 草1200 | GI   | 香港短途錦標         | 55.5 | 戶崎圭太 | 14   | 13   | 9    | 1.09.77 | 幸福指數              |
| 9/4/2016   | 日本          | 阪神 | 草1600 | GII  | 阪神牝馬錦標         | 56   | 戶崎圭太 | 13   | 13   | 9    | 1:33.9  | 醒目層次              |
| 15/5/2016  | 日本          | 東京 | 草1600 | GI   | 維多利亞一哩賽       | 55   | 戶崎圭太 | 13   | 18   | 1    | 1:31.5  | （覓奇妃）            |

## 退役後
退役後，真誠少女成爲了繁殖雌馬，於英國沙福郡The National Stud休養，在2017年進行配種。首匹子嗣Ask Peter Pan於2018年出生，可於2020年出賽。

### 詳細繁殖資料
| 數目   | 馬名             | 出生年 | 性別 | 父系     | 練馬師         | 馬主         | 戰績                 |
| ------ | ---------------- | ------ | ---- | -------- | -------------- | ------------ | -------------------- |
| 第一匹 | Ask Peter Pan    | 2018   | 雄   | 范高爾   | 栗東・藤原英昭 | 廣崎利洋控股 | （未出戰・種馬）     |
|        | （未配種）       |        |      |          |                |              |                      |
| 第二匹 | Ask Beat Luz     | 2020   | 雄   | 范高爾   | 栗東・藤原英昭 | 廣崎利洋控股 | 3戰1冠0亞1季（現役） |
| 第三匹 | Straight Ask     | 2021   | 雌   | 龍王     | 栗東・藤原英昭 | 廣崎利洋控股 | 8戰1冠1亞0季（現役） |
| 第四匹 | Mademoiselle Ask | 2022   | 雌   | 神威啟示 | 栗東・藤原英昭 | 廣崎利洋控股 | 2戰0冠0亞1季（現役） |
| 第五匹 | 真誠少女2023     | 2023   | 雄   | 鐵鳥翱天 |                |              |                      |
| 第六匹 | 真誠少女2024     | 2024   | 雌   | 龍王     |                |              |                      |

## 血統簡介
父系富士奇蹟爲日本賽駒，生涯出戰四場賽事全勝，包含一級賽朝日盃三歲錦標，曾被看好可以達成無敗三冠的偉業，但於彌生賞後因傷退役，因而被稱爲「幻之三冠馬」。祖父週日寧靜爲美國三冠賽雙軍馬，退役後在日本配種，其子嗣贏得巨額獎金，連續12年成為日本冠軍種馬。
母系Never Period爲日本賽駒，生涯戰績不佳僅勝出三場賽事。外祖父大樹快車爲美國生產的日本賽駒，生涯稱霸日本短途及一哩賽事，於1600米賽道未嘗一敗，曾勝出安田紀念、短途馬錦標及連霸一哩冠軍賽，更於退役後被選出爲日本中央競馬會第26匹日本殿堂馬。

### 血統表
| 父線：週日寧靜系（Halo系）           |                            |                |                 |
| 種馬 富士奇蹟 1992年（棕色）         | 週日寧靜 1996年（棕色）    | Halo           | Hail to Reason  |
| 種馬 富士奇蹟 1992年（棕色）         | 週日寧靜 1996年（棕色）    | Halo           | Cosmah          |
| 種馬 富士奇蹟 1992年（棕色）         | 週日寧靜 1996年（棕色）    | Wishing Well   | Understanding   |
| 種馬 富士奇蹟 1992年（棕色）         | 週日寧靜 1996年（棕色）    | Wishing Well   | Mountain Flower |
| 種馬 富士奇蹟 1992年（棕色）         | Millracer 1983年（棗色）   | Le Fabuleux    | Wild Risk       |
| 種馬 富士奇蹟 1992年（棕色）         | Millracer 1983年（棗色）   | Le Fabuleux    | Anguar          |
| 種馬 富士奇蹟 1992年（棕色）         | Millracer 1983年（棗色）   | Marston's Mill | In Reality      |
| 種馬 富士奇蹟 1992年（棕色）         | Millracer 1983年（棗色）   | Marston's Mill | Millicent       |
| 繁殖雌馬 Never Period 2002年（栗色） | 大樹快車 1994年（栗色）    | Devil's Bag    | Halo            |
| 繁殖雌馬 Never Period 2002年（栗色） | 大樹快車 1994年（栗色）    | Devil's Bag    | Ballade         |
| 繁殖雌馬 Never Period 2002年（栗色） | 大樹快車 1994年（栗色）    | Welsh Muffin   | Caerleon        |
| 繁殖雌馬 Never Period 2002年（栗色） | 大樹快車 1994年（栗色）    | Welsh Muffin   | Muffitys        |
| 繁殖雌馬 Never Period 2002年（栗色） | Futur Happy 1997年（棗色） | 丹山           | 單色            |
| 繁殖雌馬 Never Period 2002年（栗色） | Futur Happy 1997年（棗色） | 丹山           | Razyana         |
| 繁殖雌馬 Never Period 2002年（栗色） | Futur Happy 1997年（棗色） | Taisei Kagura  | Morning Frolic  |
| 繁殖雌馬 Never Period 2002年（栗色） | Futur Happy 1997年（棗色） | Taisei Kagura  | Milly Bird      |
| 雌系：號族：16-a                     |                            |                |                 |
| 五代內近親交配：Halo 3×4             |                            |                |                 |

## 命名由來
名字Straight Girl（ストレイトガール）意思即是「正直的少女」，香港則翻譯为「真誠少女」。

## 外部連結
- 真誠少女 netkeiba.com （页面存档备份，存于）
- 血統表 （页面存档备份，存于）